# Barysaŭ rajon
Barysaŭ rajon (belarusiska: Барысаўскі раён) är ett distrikt i Belarus. Huvudort är Barysaŭ. Det ligger i voblasten Minsks voblast, i den norra delen av landet, 80 kilometer nordost om huvudstaden Minsk.